# Château de Saint-Michel-de-Vax
Le château de Saint-Michel-de-Vax est un château situé à Saint-Michel-de-Vax, dans le Tarn (France).  
Le député du Tarn et général de la Révolution et du Premier Empire Jean-Pierre Lacombe-Saint-Michel (1753-1812) y nait et meurt. Le lieu est cité dans Les Géorgiques du prix Nobel Claude Simon. 

## Historique

### Origine
Le château de Saint-Michel-de-Vax est d'origine médiévale, datant peut-être du règne de Louis VIII et Blanche de Castille. Ce fut d'abord un petit château fort flanqué de quatre tours, dont il n'en subsiste que deux. La seigneurie appartient alors à la famille de Cahusac ou Caussac. 
On retrouve sporadiquement les descendants de cette famille aux cours des siècles suivants, lors d'hommages au roi (1389 par Jean de Caussac, puis 1461 et 1492) ou lorsque Jean de Cahuzac achète le four communal le 28 octobre 1445. Les consuls de Saint-Michel-de-Vax nécessitaient en effet de l'argent pour payer la taille due au roi. On sait que ce Jean, seigneur du lieu, habitait Cordes dont il épousa le 2 mars 1451 une résidente, Bonne de Salles.

### Du XVIe au XVIIe siècle

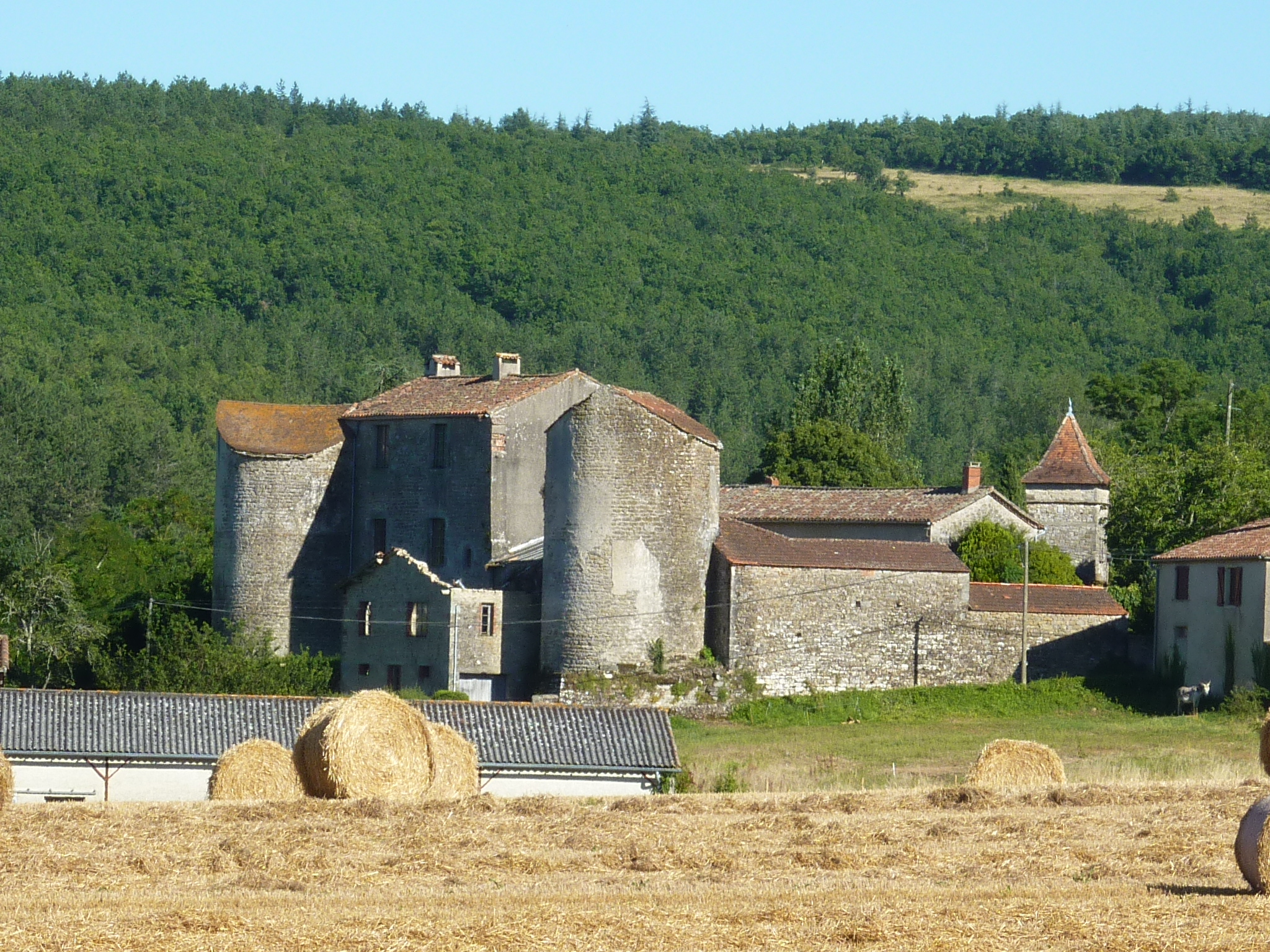
Vue du château

Durant les guerres de Religion, la bâtisse est sans doute ruinée en même temps que le village, lorsque des soldats huguenots venus de Saint-Antonin-Noble-Val occupent la seigneurie (en 1568 ou 1574). 
Les Cahuzac sont toujours seigneurs de Saint-Michel jusqu'au 27 avril 1649. A cette date, Suzanne Caisac ou Cahuzac échange la seigneurie et le château contre des maisons situées à Saint-Antonin avec Jean de Marsa. Avant cela, on retrouve les seigneurs Raymond-Antoine Caisac ou Cahuzac marié à Jacquette de Lamothe-Lambert (cités en 1572-1576) puis François Cathuzac marié à Jeanne Suzanne d'Antraygues (vers 1600).
En 1684, Louis de Marsa est mentionné comme étant consul de Saint-Antonin, et il est coseigneur de Saint-Michel en 1688, aux côtés du marquis de Milhars.

### Le XVIIIe siècle et la famille Lacombe-Saint-Michel
C'est en 1686 que la famille Lacombe, qui s'adjoindra bientôt le nom de la seigneurie pour donner la famille Lacombe Saint Michel, entre dans l'histoire du château. Eugène Lacombe, marchand et bourgeois de Penne, épouse le 1er février Jeanne, fille de Louis de Marsa. La dot est la seigneurie de Saint-Michel. Eugène rachète en 1698 la part que le roi de France possédait sur les lieux, et si le marquis de Milhars possède toujours la sienne, le château appartient entièrement à Eugène Lacombe. 
La demeure échoie ensuite à Jean Lacombe, qui y réside avec sa femme Marianne de Bancalis de l'Ormet et est mentionné en 1725. Son fils, Eugène Lacombe Saint-Michel, fait araser les tours durant le Révolution. 
C'est au château que nait le 5 mars 1753 le fils d'Eugène, Jean-Pierre Lacombe-Saint-Michel, député du Tarn et général de la Révolution et du Premier Empire. Il y meurt le 27 janvier 1812. Son descendant, le prix Nobel de littérature Claude Simon, citera le village et le château dans son livre Les Géorgiques. 
Le château est vendu par l'héritier du général en 1848.

## Architecture
Le château de Saint-Michel, situé au sud du village, ne conserve que peu d'éléments originels et médiévaux. Les deux tours circulaires subsistantes sont arasées depuis la Révolution, à quinze mètres de hauteur. Il ne demeure dès lors qu'un corps de logis s'élevant sur trois étages et divers autres bâtiments s'articulant autour d'une cour centrale en herbe. 

L'ensemble est dégradé sans être ruiné.

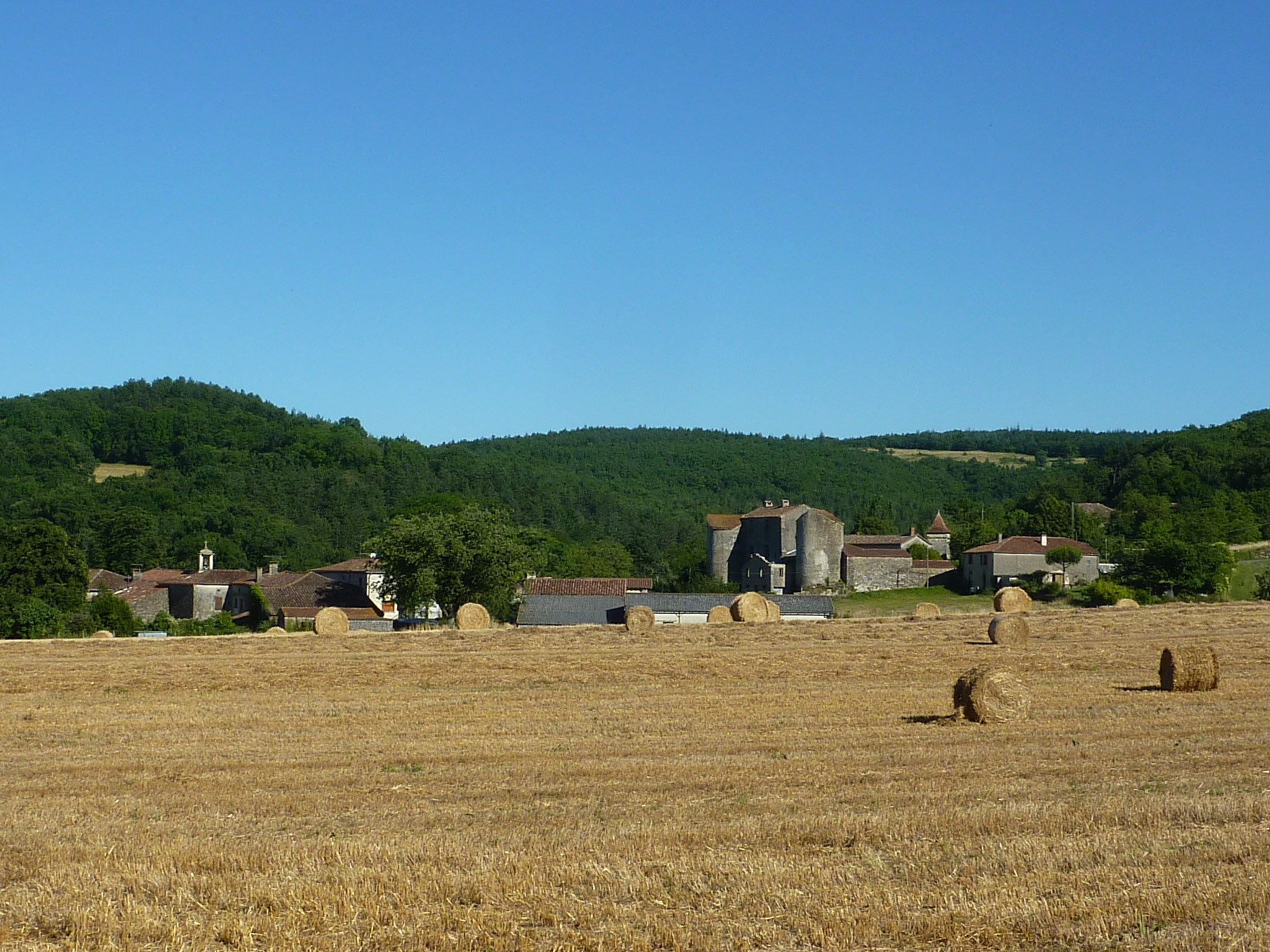
Vue d'ensemble du village et du château
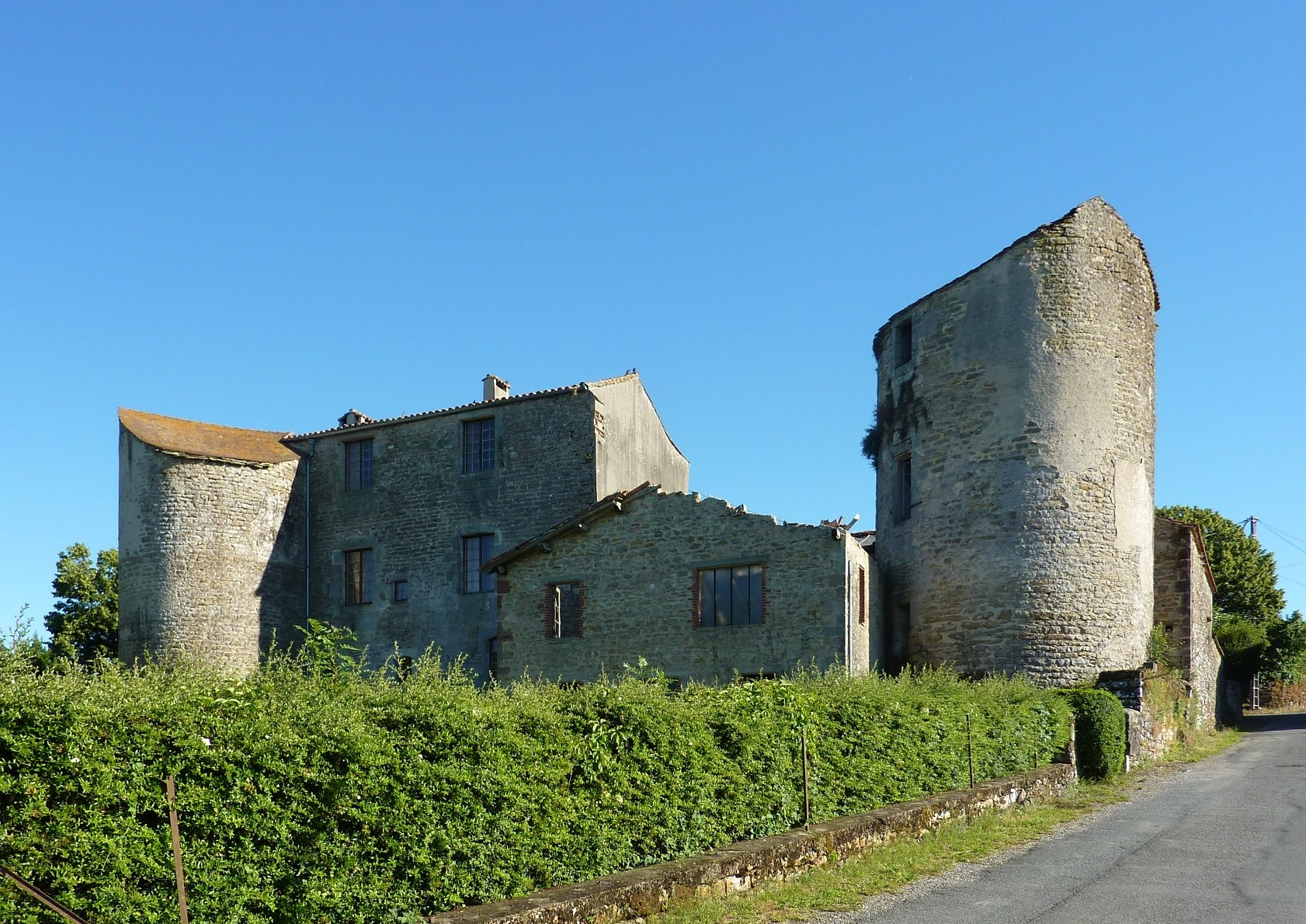
La façade principale
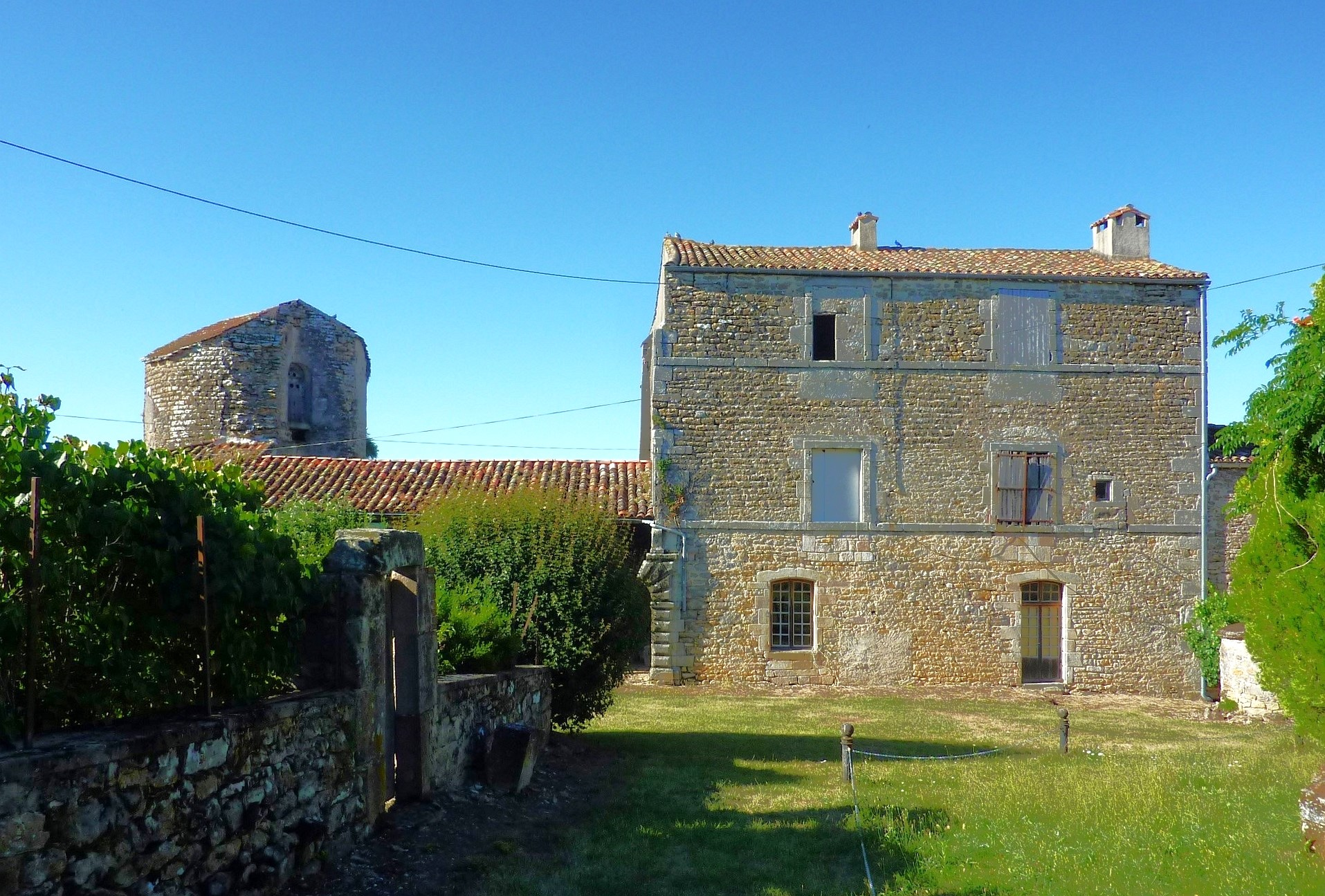
La façade arrière
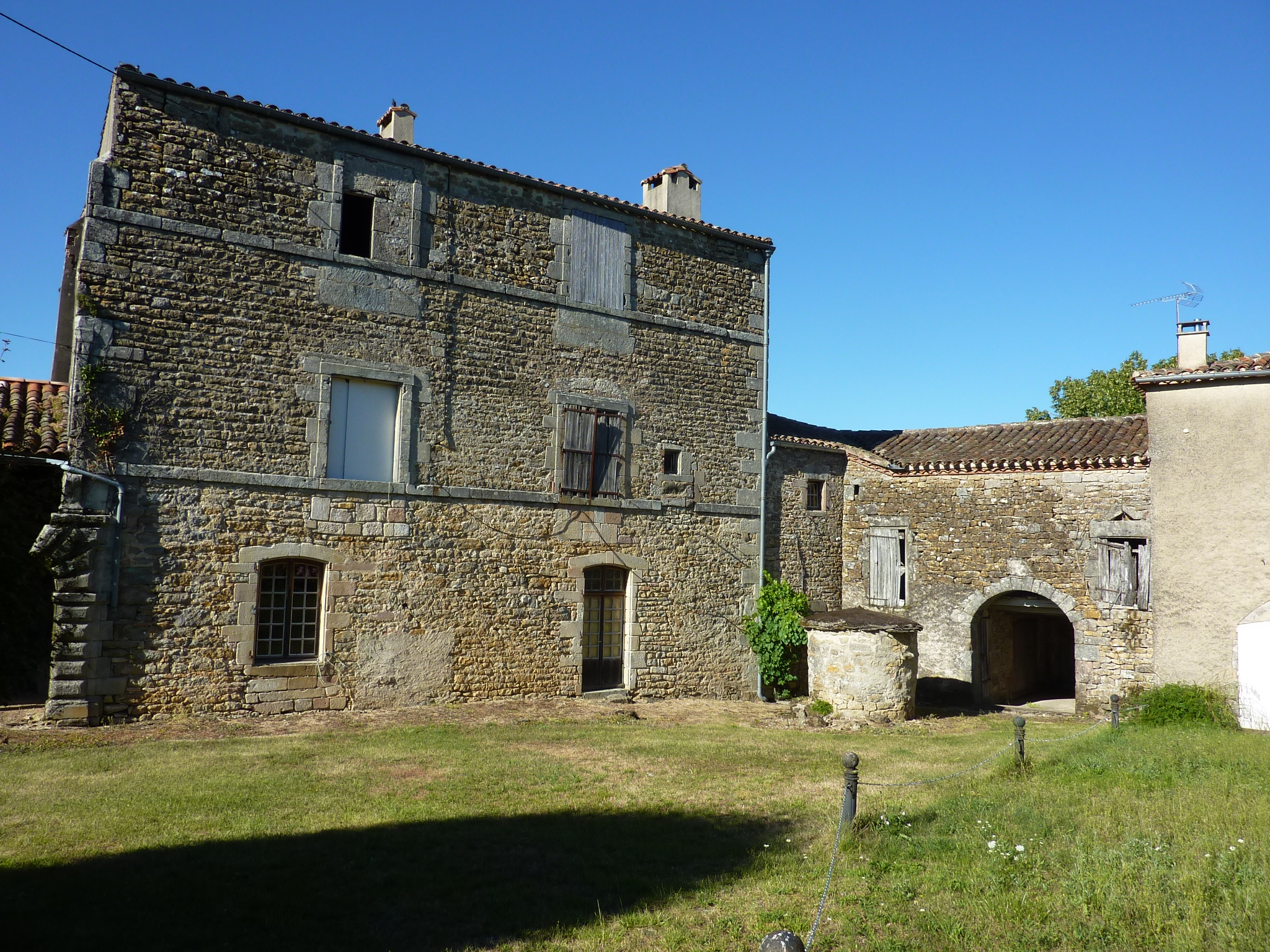
La façade arrière
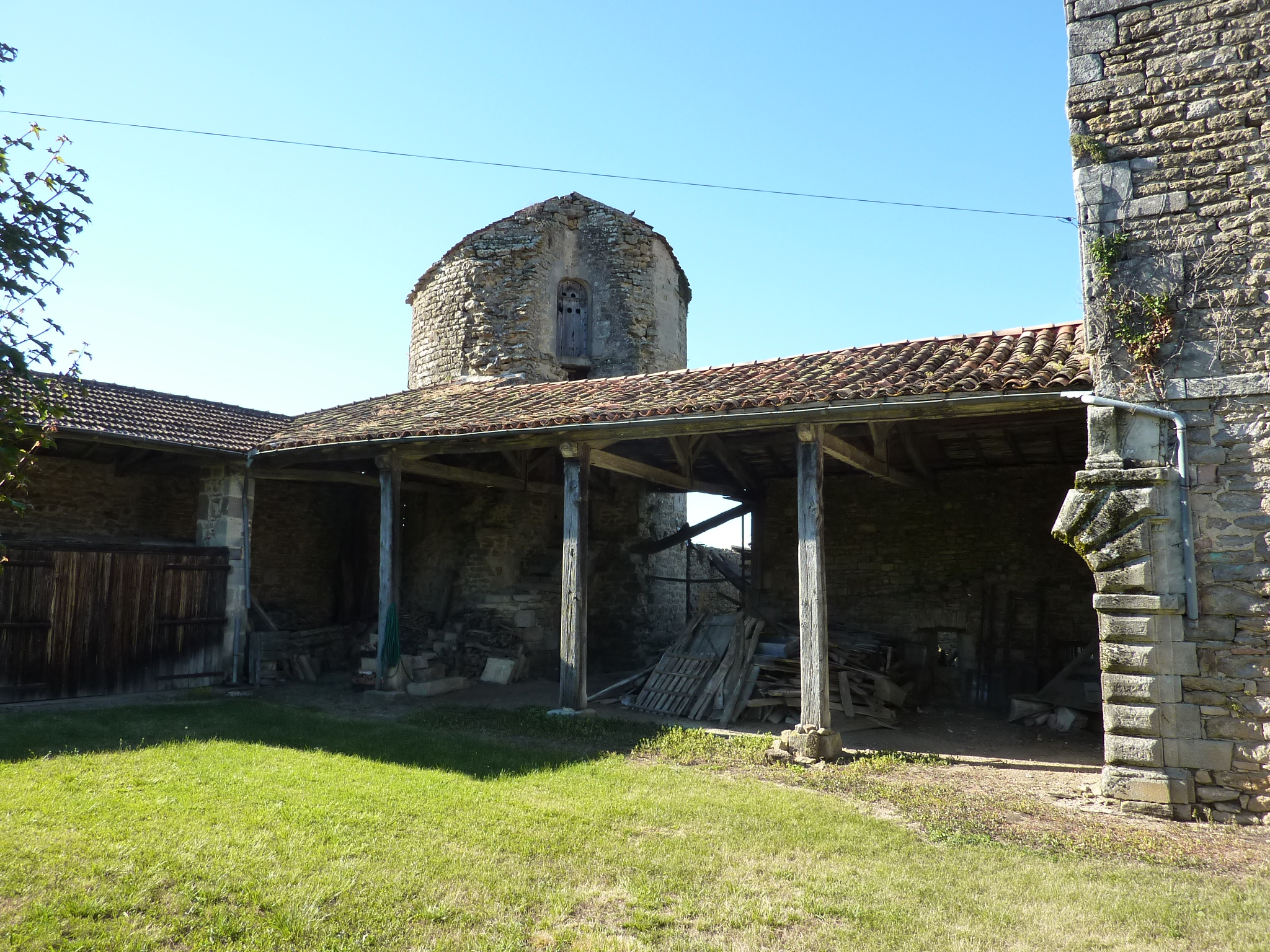
Une des tours arasées